# Shane Hnidy
Shane Michael Hnidy, född 8 november 1975, är en kanadensisk före detta professionell ishockeyspelare som spenderade tio säsonger i den nordamerikanska ishockeyligan National Hockey League (NHL), där han spelade för ishockeyorganisationerna Ottawa Senators, Nashville Predators, Atlanta Thrashers, Anaheim Ducks, Boston Bruins och Minnesota Wild. Han producerade 71 poäng (16 mål och 55 assists) samt drog på sig 633 utvisningsminuter på 550 grundspelsmatcher. Hnidy spelade också på lägre nivåer för Saint John Flames, Adirondack Red Wings och Cincinnati Mighty Ducks i American Hockey League (AHL), Baton Rouge Kingfish och Florida Everblades i ECHL, Grand Rapids Griffins i International Hockey League (IHL) och Swift Current Broncos och Prince Albert Raiders i Western Hockey League (WHL).
Han draftades i sjunde rundan i 1994 års draft av Buffalo Sabres som 173:e spelare totalt.
Hnidy vann Stanley Cup med Bruins för säsongen 2010-2011, han fick dock inte sitt namn ingraverad på Stanley Cup-pokalen på grund av att han spelade för få matcher.
Efter spelarkarriären arbetar han som expertkommentator i radio och kommenterar Winnipeg Jets matcher åt TSN Radio 1290.

## Statistik
| 1990–1991   | Yellowhead Chiefs       | MMHL        | 36  | 9  | 11  | 20  | 92  | —  | — | —  | —  | —  |
| 1991–1992   | Swift Current Broncos   | WHL         | 56  | 1  | 3   | 4   | 11  | 4  | 0 | 0  | 0  | 0  |
| 1992–1993   | Swift Current Broncos   | WHL         | 45  | 5  | 12  | 17  | 62  | —  | — | —  | —  | —  |
|             | Prince Albert Raiders   | WHL         | 27  | 2  | 10  | 12  | 43  | —  | — | —  | —  | —  |
| 1993–1994   | Prince Albert Raiders   | WHL         | 69  | 7  | 26  | 33  | 113 | —  | — | —  | —  | —  |
| 1994–1995   | Prince Albert Raiders   | WHL         | 72  | 5  | 29  | 34  | 169 | 15 | 4 | 7  | 11 | 29 |
| 1995–1996   | Prince Albert Raiders   | WHL         | 58  | 11 | 42  | 53  | 100 | 18 | 4 | 11 | 15 | 34 |
| 1996–1997   | Baton Rouge Kingfish    | ECHL        | 21  | 3  | 10  | 13  | 50  | —  | — | —  | —  | —  |
|             | Saint John Flames       | AHL         | 44  | 2  | 12  | 14  | 112 | —  | — | —  | —  | —  |
| 1997–1998   | Grand Rapids Griffins   | IHL         | 77  | 6  | 12  | 18  | 210 | 3  | 0 | 2  | 2  | 23 |
| 1998–1999   | Adirondack Red Wings    | AHL         | 68  | 9  | 20  | 29  | 121 | 3  | 0 | 1  | 1  | 0  |
| 1999–2000   | Cincinnati Mighty Ducks | AHL         | 68  | 9  | 19  | 28  | 153 | —  | — | —  | —  | —  |
| 2000–2001   | Ottawa Senators         | NHL         | 52  | 3  | 2   | 5   | 84  | 1  | 0 | 0  | 0  | 0  |
|             | Grand Rapids Griffins   | IHL         | 2   | 0  | 0   | 0   | 2   | —  | — | —  | —  | —  |
| 2001–2002   | Ottawa Senators         | NHL         | 33  | 1  | 1   | 2   | 57  | 12 | 1 | 1  | 2  | 12 |
| 2002–2003   | Ottawa Senators         | NHL         | 67  | 0  | 8   | 8   | 130 | 1  | 0 | 0  | 0  | 0  |
| 2003–2004   | Ottawa Senators         | NHL         | 37  | 0  | 5   | 5   | 72  | —  | — | —  | —  | —  |
|             | Nashville Predators     | NHL         | 9   | 0  | 2   | 2   | 10  | 5  | 0 | 0  | 0  | 6  |
| 2004–2005   | Florida Everblades      | ECHL        | 19  | 1  | 4   | 5   | 56  | —  | — | —  | —  | —  |
| 2005–2006   | Atlanta Thrashers       | NHL         | 66  | 0  | 3   | 3   | 33  | —  | — | —  | —  | —  |
| 2006–2007   | Atlanta Thrashers       | NHL         | 72  | 5  | 7   | 12  | 63  | 4  | 1 | 0  | 1  | 0  |
| 2007–2008   | Anaheim Ducks           | NHL         | 33  | 1  | 2   | 3   | 30  | —  | — | —  | —  | —  |
|             | Boston Bruins           | NHL         | 43  | 1  | 4   | 5   | 41  | 7  | 1 | 1  | 2  | 9  |
| 2008–2009   | Boston Bruins           | NHL         | 65  | 3  | 9   | 12  | 45  | 7  | 1 | 0  | 1  | 0  |
| 2009–2010   | Minnesota Wild          | NHL         | 70  | 2  | 12  | 14  | 66  | —  | — | —  | —  | —  |
| 2010–2011   | Boston Bruins           | NHL         | 3   | 0  | 0   | 0   | 2   | 3  | 0 | 0  | 0  | 7  |
| NHL totalt  | NHL totalt              | NHL totalt  | 550 | 16 | 55  | 71  | 633 | 40 | 4 | 2  | 6  | 34 |
| AHL totalt  | AHL totalt              | AHL totalt  | 180 | 20 | 51  | 71  | 386 | 3  | 0 | 1  | 1  | 0  |
| ECHL totalt | ECHL totalt             | ECHL totalt | 40  | 4  | 14  | 18  | 106 | —  | — | —  | —  | —  |
| IHL totalt  | IHL totalt              | IHL totalt  | 79  | 6  | 12  | 18  | 212 | 3  | 0 | 2  | 2  | 23 |
| WHL totalt  | WHL totalt              | WHL totalt  | 327 | 31 | 122 | 153 | 498 | 37 | 8 | 18 | 26 | 63 |